# リネットジャパングループ
リネットジャパングループ株式会社（英: ReNet Japan Group,inc.）は、愛知県名古屋市中村区に本社を置く純粋持株会社。
書店・古書店・リサイクルショップ「ネットオフ」（NET OFF）を運営するネットオフ株式会社やネットリサイクル事業を行うリネットジャパンリサイクル株式会社を傘下に持つ。

## 概要
1998年にブックオフコーポレーションの起業家支援制度の第1号として三重県四日市市で事業開始。2000年にトヨタ自動車が運営するポータルサイト「GAZOO」内のモールとしてオンライン古書店を開始した。創業者の黒田武志自身がトヨタ自動車出身ということもあり、倉庫での在庫管理方法については「トヨタ生産方式」を手本にしたオペレーションと自社開発のシステムで効率化を図り、売上を伸ばした。
宅配便を活用した「宅配買取」のプラットフォームを確立したパイオニア企業であり、スタート当時は本、CD、DVD、ゲームソフトだったが、現在はホビー・フィギュア・ブランド品・アクセサリー・携帯電話・家電・スポーツ用品など宅配便で送れる物全てに買い取りを広げている。また、自社で販売サイト「ネットオフ」を運営している。また、子会社のリネットジャパンは、2014年1月に環境省・経産省から全国エリア対象の「小型家電リサイクル法」の認定事業者として認定を受け、宅配便を活用した独自の回収スキームを構築し、家庭からパソコン・小型家電を宅配便で回収する全国初のサービス（Re Net.jp）を実現した。
創業の経緯や、現在の会社ロゴマーク等からブックオフコーポレーション系列と見られがちだが、2007年に社名を、2012年にサービス名称を「e-BOOKOFF」から「ネットオフ」に改め、資本関係は無くなり独立を果たした。
2012年には「1年間で中古の本をインターネットでもっとも多く販売した会社」としてギネス世界記録にも認定されている。

## 沿革
- 1998年（平成10年）5月 - ブックオフコーポレーションの起業家支援制度の第1号として、三重県四日市市に株式会社ブックオフウェーブ設立。三重、岡山、東京、愛知に8店舗展開。
- 2000年（平成12年）
  - 7月 - 株式会社リサイクルブックセンターを三重県四日市市に設立。
  - 8月 - オンライン書店「e-BOOKOFF」をGAZOOモール内に開設。
  - 11月 - 「e-BOOKOFF」が「EC研究会2000年日本オンラインショッピング大賞大規模店部門賞」を受賞。
  - 12月 - 株式会社イーブックオフに社名変更。
- 2001年（平成13年）
  - 2月 - 中古CDの取扱を開始。
  - 8月 - 中古ゲームソフトの取扱を開始。
- 2002年（平成14年）
  - 6月 - 中古DVDの取扱を開始。
  - 12月 - 岡山から「大府商品センター」（愛知県大府市）へ移転。
- 2005年（平成17年）
  - 3月 - Yahoo! JAPANとの提携開始。
  - 10月 - ネットオフ株式会社に社名変更。
- 2006年（平成18年）9月 - 新刊本（書籍・コミック）の取扱を開始。本社を愛知県大府市に移転。
- 2007年（平成19年）1月 - 宅配買取&エコ募金の「スマイル・エコ・プログラム」開始。
- 2008年（平成20年）11月 - 宅配オークション代行サービス「宅オク」開始。
- 2009年（平成21年）
  - 9月 - 「第2商品センター」（愛知県大府市）を開設。
  - 11月 - ブランド品、カメラ、楽器、スポーツ用品などの宅配買取サービス「ネットオフ宅配買取」開始。
  - 12月
    - 「スマイル・エコ・プログラム」の寄付累計が2000万円を突破。
    - シリコンバレーの「PACT2009」（ベンチャーコンテスト）で最高位を受賞。
    - ハードオフコーポレーションと事業提携。
- 2010年（平成22年）
  - 4月 - カルチュア・コンビニエンス・クラブと資本・業務提携を締結[8]。Tポイントの導入及び買取書籍を相互に商品供給することを決定[8]。
  - 8月 - Tポイントサービスを開始。
  - 12月 - 「スマイル・エコ・プログラム」の寄付累計が3000万円を突破。
- 2011年（平成23年）
  - 1月 - フィギュア買取専門サイト「ネットオフ・フィギュア」をオープン。
  - 10月
    - 「スマイル・エコ・プログラム」の寄付累計が4000万円を突破。
    - ネットオフ初のテレビCMスタート。三浦りさ子を起用。
- 2012年（平成24年）
  - 2月 - 1年間の中古本オンライン販売数世界一位としてギネス世界記録に認定される。
  - 3月 - 業界初となる萌え系グッズ宅配買取専門サイト「もえたく!」オープン。
  - 7月 - ポイントサービスをTポイントへ統合。
- 2013年（平成25年）
  - 3月 - Yahoo! JAPANと買取事業に関する業務提携を締結。子会社「リネットジャパン株式会社」を設立。
  - 5月
    - スマートフォンサイト「ネットオフ」開設。
    - 「スマイル・エコ・プログラム」の寄付累計が5000万円を突破。
- 2014年（平成26年）
  - 1月 - リネットジャパンが環境省・経産省より初の全国エリア対象となる小型家電リサイクル法の認定を取得。
  - 4月 - 累計会員数200万人突破。
  - 7月 - リネットジャパンが愛知県大府市等と協定を締結し、宅配便による自宅からの使用済小型家電の回収を開始。
  - 10月 - リネットジャパングループ株式会社に社名変更[9]。リネットジャパンが政令市としては初めて京都市と協定を締結。
- 2015年（平成27年）3月 - リネットジャパンが回収エリアを全国に拡大。
- 2016年（平成28年）
  - 2月 - リネットジャパンが東京都と協定を締結し、事業所からの使用済小型家電の宅配便回収を開始。
  - 12月 - 東京証券取引所マザーズ市場に株式を上場[10]。
- 2017年（平成29年）12月 - 本社を愛知県大府市から愛知県名古屋市中村区のグローバルゲート内に移転。
- 2018年（平成30年）8月 - カンボジアでマイクロファイナンス業を営むチャムロン・マイクロファイナンスの株式のうち90%を取得し、子会社化[11]。
- 2020年（令和2年）
  - 1月 - 子会社のリネットジャパンがリネットジャパンリサイクル株式会社に商号を変更[12]。
  - 11月 - ネットオフ株式会社を設立。
- 2021年（令和3年）
  - 4月 - リユース事業をネットオフ株式会社に承継し、純粋持株会社に移行[13]。
  - 12月 - 監査等委員会設置会社に移行[14]。
- 2023年（令和5年）
  - 4月 -株式会社アニスピホールディングスの全株式を取得し、子会社化[15][16]。
  - 8月 - 名古屋証券取引所メイン市場へ上場[17]。

## 事業所
- 本社 - 愛知県名古屋市中村区
- 東京オフィス - 東京都千代田区
- 第1商品センター - 愛知県大府市
- 第2商品センター - 愛知県大府市